# Projecte curricular de centre
El projecte curricular de centre o PCC és el document que expressa com es desenvolupa el projecte educatiu de centre i el currículum normatiu a través de les matèries o assignatures del centre. Inclou el desplegament horari de cada matèria, els continguts que s'han d'impartir per curs i orientacions generals per a la programació didàctica per part dels docents. També explicita com es fa la coordinació entre les diferents àrees de coneixement per evitar encavalcaments, la progressió dels coneixements de l'alumnat i els diferents plans concrets de centre, com ara el pla lector, el projecte lingüístic, el pla intensiu de l'ús de les TIC o altres iniciatives singulars de millora.
Les parts del projecte curricular queden recollides actualment per l'article 49 del Reial Decret 82/1996, de 26 de gener, pel qual s'aprova el Reglament Orgànic de les Escoles d'Educació Infantil i dels Col·legis d'Educació Primària:
a) Adequació dels objectius generals de l'educació infantil i primària al context socioeconòmic i cultural del centre i a les característiques dels alumnes, tenint en compte el que estableix el projecte educatiu del centre.
b) Distribució dels objectius, continguts i criteris d'avaluació de les diferents àrees.
c) Decisions de caràcter general sobre metodologia didàctica, els criteris per a l'agrupament d'alumnes i per a l'organització espacial i temporal de les activitats.
d) Criteris generals sobre avaluació dels aprenentatges i promoció dels alumnes.
e) Orientacions per a incorporar, a través de les diferents àrees, els continguts de caràcter transversal.
f) Organització de l'orientació educativa i el pla d'acció tutorial.
g) Criteris i procediments previstos per a realitzar les adaptacions curriculars apropiades per als alumnes amb necessitats educatives especials.
h) Materials i recursos didàctics que s'utilitzaran, inclosos els llibres per a ús dels alumnes.
i) Criteris per avaluar i, si escau, revisar els processos d'ensenyament i la pràctica docent dels mestres.
j) Programació d'activitats complementàries i extraescolars.
Recentment s'ha proposat per la Llei Orgànica d'Educació i el seu decret d'ensenyaments mínims de 7 de desembre de 2006 la supressió del projecte curricular i la seva substitució per la concreció del currículum, com a document de reflexió pedagògica inclòs dins del projecte educatiu, encara aprovat prèviament pel Claustre, tal com era el cas del projecte curricular. "La gestió d'institucions educatives" de Patricio Chávez, S. diu que la gestió és un procés ampli, integral i participatiu que té com a essència la transformació de les institucions educatives i que es concreta en la construcció dels projectes educatius. Aquests projectes són considerats com un procés que sempre s'està construint col·lectivament, que té un principi, però que possiblement no tingui un final, ja que es perllongarà en la vida de la institució la seva visió com a escola. És a dir, quina classe d'escola volen tenir, els actors que hi intervenen, identifiquen i construeixen codis comuns, reflexionen sobre les relacions presents possibles, identifiquen problemes i fortaleses, assumeixen compromisos, fan que les accions siguin viables, transformen aquestes relacions i reflexionen novament sobre les actuacions per construir nous codis comuns. En el Projecte Educatiu Institucional conflueixen tots els actors involucrats en el procés educatiu: els mestres, els estudiants, els directius, el personal administratiu, els pares de família, els representants d'organitzacions civils, entre d'altres. En definitiva, el Projecte Educatiu Institucional permet sistematitzar, sustentar, optimitzar i concretar la gestió institucional, a través d'una orientació real, conducció i desenvolupament col·lectiu.
Les fases per a la realització del Projecte educatiu escolar són: 
Fase 1: preparació del marc teòric del projecte del planter.
Fase 2: diagnòstic, és a dir, descripció analítica de la configuració del planter, síntesi històrica del planter: èxits i problemes, alternatives de solució, visió de futur.
Fase 3: disseny; plantejament del problema seleccionat, objectius, compromisos, estratègies de solució seguiment i avaluació, recursos, suports.
Fase 4: construcció de viabilitat; revisió dels avenços, ajustaments al projecte, gestió dels recursos, concreció documental per a efectes de seguiment, formació d'equips de treball, cronograma d'activitats.
Fase 5: operació i seguiment; informes de seguiment del projecte educatiu, reunions d'anàlisi de seguiment.
Fase 6: avaluació; reunions d'avaluació col·lectiva i ajustaments de reformulació del projecte educatiu institucional.